# Bá quốc Baden-Hachberg

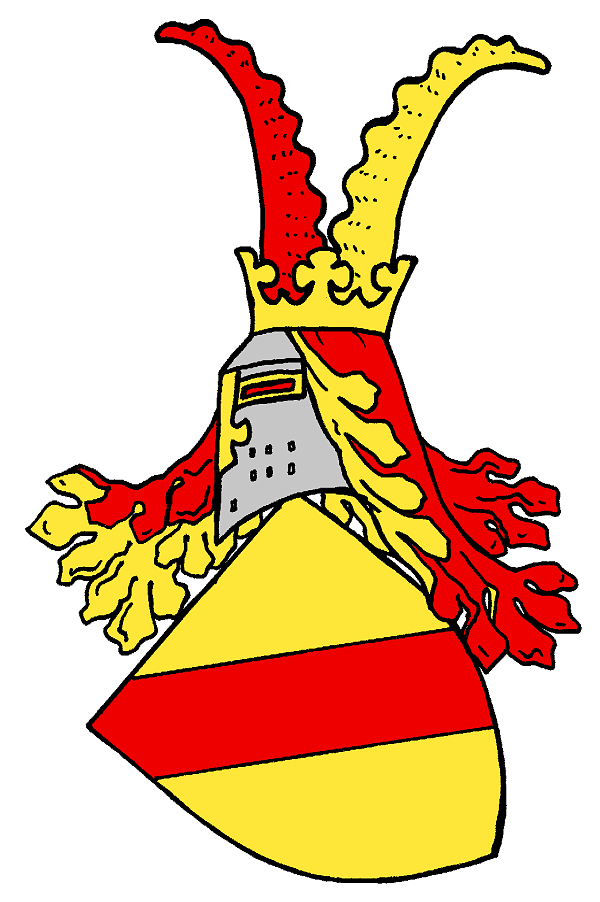
Quốc huy của Hầu quốc Baden-Hachberg

Hầu quốc Baden-Hachberg (tiếng Đức: Markgrafschaft Baden-Hachberg) là nhà nước của Đế chế La Mã Thần thánh, toạ lạc tại thung lũng thượng lưu sông Rhein, tồn tại từ năm 1212 đến năm 1415. Nó được cai trị bởi Triều đại Zähringen. 
Năm 1212, Baden-Hachberg được tạo ra từ việc tách ra khỏi Bá quốc Baden sau cái chết của Herman IV xứ Baden, 2 người con trai của ông đã phân chia lãnh thổ để tạo ra Bá quốc Baden-Baden và Baden-Hachberg, nó tồn tại như một lãnh thổ độc lập cho đến khi Bá tước Otto II bán Baden-Hachberg cho Bá tước Bernhard I xứ Baden-Baden sau này là Bá tước xứ Baden-Durlach.